# Acacia calamifolia
Acacia calamifolia és una espècie de planta de la subfamília de les Mimosoideae dins el grup de les Lleguminoses el qual es distribueix pel sud-est d'Austràlia. És un arbust que es troba en zones continentals, a vegades amb matolls, i ocasionalment a boscos oberts i llocs rocosos. És una espècie que s'usa com a planta ornamental.

## Descripció
És un arbre de tipus arbustiu, dens, que pot fer fins a 2-3 metres d'alçada. Les branquetes presenten unes fines costelles grogues. Les fulles són cilíndriques o lleugerament aplanades dún color verd grisós i d'unes mides de 30-130x1mm. Són de consistència rígida i dura i no es trenquen fàcilment. Les fulles joves presenten una densa pubescència però les més madures no presenten pilositat, és a dir són glabres. Presenten estriacions i glàndules basals, són fulles de 4 vetes amb puntes en forma de ganxo. Els caps de les flors són globulars generalment aparellats i en presenta 4 per axil·la. Les beines són linears, canoses, corbades o retorçades amb constriccions entre les llavors.

## Taxonomia
El nom binomial Acacia calamifolia deriva del nom llatí acacĭa, i aquest de la paraula grega άκακία, que significa espina i l'epítet específic calamifolia ve del llatí calămus que significa ploma i folĭa, fulla.